# Mauricio Reina
Mauricio Reina es un economista y crítico empírico de cine colombiano. Presenta el programa de radio Cuestión de Plata en RCN La Radio. Tiene una maestría en relaciones internacionales de la Universidad Johns Hopkins y en economía de la Universidad de los Andes. Actualmente es el analista del noticiero Red+ Noticias.

## Biografía
Fue viceministro de Comercio Exterior de Colombia entre 1994 y 1995.
Nació en Buga Valle de Cauca, en el Hospital de la caridad pública San José en 1962.
Ha sido representante de los productores de películas en el Consejo Nacional para las Artes y la Cultura en Cinematografía de Colombia.
Asimismo es crítico de cine del periódico El Tiempo y del Portal Ochoymedio.
Actualmente también participa como investigador de la Fundación para la Educación Superior y el Desarrollo (Fedesarrollo)
Participó en el Comité de Expertos que redactaron las Bases para una Carta Cultural Iberoamericana.

## Algunas obras
“La cultura en las negociaciones comerciales regionales”, en Germán Rey (ed.), Entre la Realidad y los Sueños: La cultura en los tratados internacionales de libre comercio y el ALCA, Convenio Andrés Bello, CERLALC, 2003.
"La mano invisible: narcotráfico, economía y crisis en Colombia", en Francisco Leal (ed.). Tras las huellas de la crisis política. Fescol, Tercer Mundo, IEPRI, 1996.
"La economía del narcotráfico en la Subregión Andina", en Jorge Mario Eastman y Rubén Sánchez David (eds.) El narcotráfico en la Región Andina, ONU - UNDCP. Bogotá, octubre de 1992.

### Artículos
El TLC en obra gris (enlace roto disponible en Internet Archive; véase el historial, la primera versión y la última)., en Radio Mundo Real FM, 2006.
Colombia y el Sector Empresarial Ante la Evolución de la Economía, Revista Colombia Internacional, N.º 1, 1988.
¿Hasta dónde llegará la desaceleración en 2007? (enlace roto disponible en Internet Archive; véase el historial, la primera versión y la última)., Revista Cambio, 2007.
La rifa de un pollito (enlace roto disponible en Internet Archive; véase el historial, la primera versión y la última)., Analdex, 2007.

### Obras colectivas
Estudio: Impacto del Sector Cinematográfico sobre la Economía Colombiana
Documentos Power Point
Negociaciones regionales vs. multilaterales (enlace roto disponible en Internet Archive; véase el historial, la primera versión y la última).
La cultura en los tratados de libre comercio. (enlace roto disponible en Internet Archive; véase el historial, la primera versión y la última).
El TLC y los medicamentos (enlace roto disponible en Internet Archive; véase el historial, la primera versión y la última).
Acceso a mercados en el ALCA